# Huliganii de pe Green Street
Huliganii de pe Green Street (original: Green Street) este un film independent din 2005, film dramă despre huliganismul din fotbal în Anglia. Filmul a fost regizat de Lexi Alexander având în rolurile principale pe Elijah Wood și Charlie Hunnam. În Statele Unite, Australia și Africa de Sud, filmul este intitulat Green Street Hooligans. În alte țări titlul său Football Hooligans sau simplu Hooligans. În film, sudentul la un colegiu din SUA, aderă la o firmă de hooligani de fotbal ai echipei West Ham, ”Elita Green Street”.
Filmul e urmat de două sequeluri direct-to-video. Primul se numește Green Street 2: Stand Your Ground, și a fost lansat pe date diferite în lume, din martie 2009 până în iulie 2010, iar al doilea se numește Green Street 3: Never Back Down și a fost lansat în Marea Britanie pe 21 octombrie 2013.

## Distribuție
- Elijah Wood în rolul lui Matthew 'Matt' Buckner, un tânăr american de 20 de ani, student la jurnalism la Universitatea Harvard.
- Charlie Hunnam în rolul lui Peter 'Pete' Dunham. El predă istoria și PE într-o școală priară locală, și este liderul grupării lui West Ham, Green Street Elite (GSE). E fratele mai mic al lui Steve.
- Leo Gregory este Bovver, membru al GSE, și mâna dreaptă a lui Pete.
- Claire Forlani este Shannon Dunham (născută Buckner). Sora mai mare a lui Matt, soția lui Steve, mama lui Ben.
- Marc Warren este Steven 'Steve' Dunham. Liderul GSE în anii 90, poreclit Major, dar el a abandonat hooliganismul și trăiește cu Shannon și fiul lor, Ben.
- Ross McCall este Dave Bjorno, membru al GSE.
- Rafe Spall e Swill, membru al GSE.
- Kieran Bew e Ike, membru al GSE
- Geoff Bell e Tommy Hatcher, liderul grupării lui Millwall, NTO.
- James Allison and Oliver Allison as Ben Dunham, son of Shannon and Steve.
- Terence Jay as Jeremy Van Holden, a cocaine addict and dealer, son of a senator, currently studying at Harvard University.
- Joel Beckett as Terry, landlord of the Bridgett Abbey pub on Walsh Road, and a former member of the GSE. He was Steve's right hand man when Steve led the GSE.